# Aiko (Sängerin)

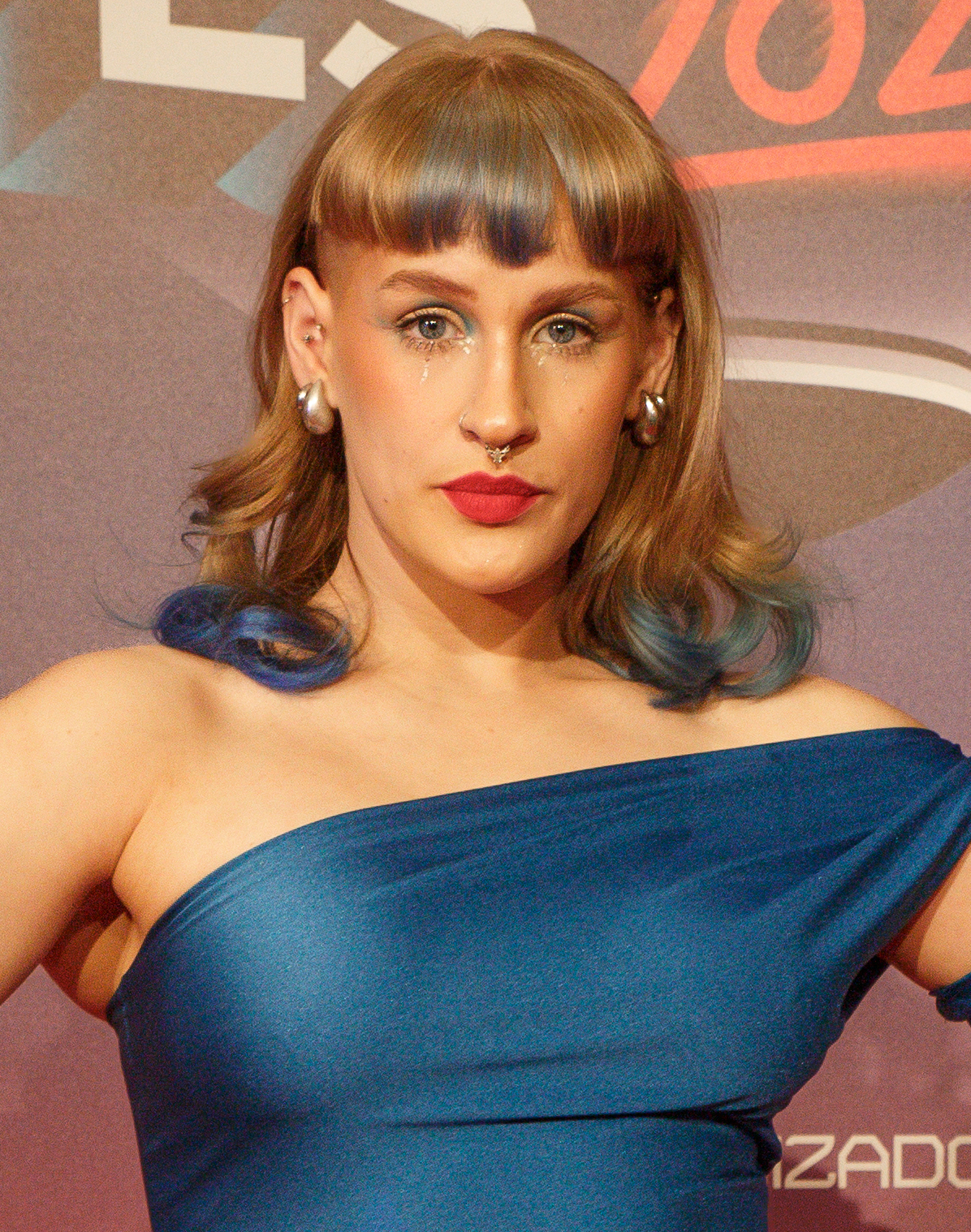
Aiko (2024)

Aiko (bürgerlich Alena Shirmanova-Kostebelova; * 26. Dezember 1999 in Moskau) ist eine tschechische Sängerin. Sie vertrat Tschechien beim Eurovision Song Contest 2024 in Malmö mit dem Titel Pedestal.

## Karriere
Aiko wurde in Moskau geboren, wuchs jedoch in Tschechien auf. Bereits als Kind nahm sie Gesangs- und Gitarrenunterricht. 2015 nahm sie an der Castingshow Česko Slovenská SuperStar teil, wobei sie bis ins Halbfinale kam. 2018 veröffentlichte sie ihr selbstbetiteltes Debütalbum Aiko und zwei Jahre später folgte das Album Expiration Date. 2022 gewann sie den Gesangswettbewerb Czeching des Radiosenders Wave. Das dritte Album Fortune’s Child kam im Oktober 2023 heraus.
Im Dezember 2023 nahm Aiko an der tschechischen Vorentscheidung zum Eurovision Song Contest 2024 teil, welche sie mit dem Titel Pedestal gewann. Dort startete sie im zweiten Halbfinale am 9. Mai, schied jedoch aus.

## Privates
Aiko lebt in Brighton. Ihr Künstlername ist dem Japanischen entlehnt und eine Abwandlung ihres Spitznamens Ajka. Beim ESC 2024 lernte sie Kat Almagro kennen, die als Schlagzeugerin der Band Megara für San Marino am Wettbewerb teilnahm. Im Mai 2025 outete sich Aiko als bisexuell und gab bekannt, mit Almagro in einer Beziehung zu sein. Beide bewarben sich mit der spanischen Version ihres Liedes Mi Amor um eine Teilnahme am Benidorm Fest 2025 – dem spanischen ESC-Vorentscheid – gelangten jedoch nicht in die nähere Auswahl.

## Diskografie

### Studioalben
- 2018: AIKO
- 2020: Expiration Date
- 2023: Fortune’s Child
- 2024: AIKONIC

### Singles
- 2020: Hunt
- 2021: Power
- 2021: Daughter of the Sun
- 2021: Gemini
- 2022: Alter Ego
- 2022: I Want to Be Perfect
- 2022: Restless (mit Boy Jr.)
- 2023: Instincts
- 2023: Lucky Streak
- 2023: Pedestal-Eurovision Version
- 2024: White Flag
- 2024: Hunger (mit Teya)
- 2024: Pedestal-Stripped
- 2024: Maraschino Cherry (Stripped)
- 2024: Regal
- 2025: Cleopatra
- 2025: Cleopatra (Stripped Version)
- 2025: Mi Amor (English Version)
- 2025: Mi Amor (Spanish Version)

### Als Gastmusikerin
- 2023: Why Don’t You (Ivo Blahunek feat. Aiko)
- 2023: The Internet (Noisy Pots feat. Aiko)
- 2023: Come Closer (Tonya Graves & Blanka Maderová feat. Teza & Aiko)